# Джонсон, Кевин
Кевин Морис Джонсон (англ. Kevin Maurice Johnson , род. 4 марта 1966 года) — мэр Сакраменто, Калифорния, США. В прошлом профессиональный баскетболист, выступавший в Национальной баскетбольной ассоциации за клубы «Кливленд Кавальерс» и «Финикс Санз». Играл на позиции атакующего защитника. Как игрок он трижды принимал участие в матче всех звёзд НБА и 5 раз избирался в сборную всех звёзд, а в 1989 году был признан самым прогрессирующим игроком НБА.
Как мэр Сакраменто Джонсон трижды встречался с Президентом США Обамой и его администрацией. Он регулярно проводит консультации с мэрами ведущих городов США. Джонсон часто выступает в качестве приглашенного комментатора в таких сетях как CNN, MSNBC и Fox, принимал участие в Шоу Ларри Кинга, The Oprah Winfrey Show, Dateline NBC и The Colbert Report.

## Ранние годы
Джонсон родился и вырос в Сакраменто. Его мать — Джорджия Уэст, а отец Лоуренс Джонсон. После того, как его отец утонул в реке Сакраменто в результате несчастного случая, он рос в семье дедушки. Джонсон посещал старшую школу Сакраменто, где добился успехов как в бейсболе, так и в баскетболе. В старших классах он был лидером штата Калифорния по результативности, забивая за игру по 32,5 очка.

## Баскетбольная карьера

### Калифорнийский университет
Джонсон получил стипендию и играл в баскетбол в Калифорнийском университете в Беркли. Джонсон окончил карьеру в университете в 1987 году, став лидером по количеству передач (его превзошел Джейсон Кидд), перехватов и очков (его превзошли Ламонд Мюррей, Шон Лэмпли, Патрик Кристофер, Джо Шипп и Джером Рэндл). Джонсон был включен в первую сборную конференции Pac-10 и набирал в среднем 17,2 очка и 5 передач.
Джонсон недолго играл за бейсбольную команду Калифорнийского университета и Окленд Атлетикс. Джонсон завершил свою бейсбольную карьеру, посчитав путь в профессиональный бейсбол более трудным и рискованным по сравнению с баскетболом.

## Карьера в НБА

### Кливленд Кавальерс
После окончания студенческого баскетбольного сезона Кливленд Кавальерс выбирает его под общим 7 номером на драфте НБА 1987 года. 25 февраля 1988 года Джонсон вместе с Марком Уэстом и Тайроном Корбином был обменян в «Финикс» на Лэрри Нэнса, Майка Сандерса и будущий выбор на драфте.

### Финикс Санз
Быстро адаптировавшись к смене обстановки и значительному увеличению игрового времени, Джонсон преуспел, и лига назвала его новичком месяца НБА за апрель 1988 года, поскольку в среднем он набирал 15,1 очков, процент штрафных бросков 86,4 %, 10,6 передач и 5,6 подборов.
В свой первый полный сезон за «Финикс» Джонсон превратился в одного из лидирующих игроков, набирая в среднем 20,4 очков, 12,2 передачи, 50,5 % бросков с игры и 88,2 % штрафных бросков. С такими показателями Джонсон присоединился к Мэджику Джонсону и Айзея Томасу как единственные игроки в истории НБА, набирающие не менее 20 очков и 12 передач в сезоне. Сезон 1988/89 был первым из трех сезонов подряд, в которых Джонсон набирал в среднем не менее 20 очков и 10 передач, присоединившись к Оскару Робертсону и Айзея Томасу как единственные игроки в истории лиги, добившиеся такого успеха. Он также стал началом новой эры для ранее бездействовавшей команды «Санз». За первые семь полных сезонов Кевина в «Финиксе» с 1989 по 1995 год «Санз» выиграли наибольшее количество игр регулярного сезона в НБА, став единственным клубом, который выигрывал не менее 50 игр каждый год в течение этого периода, и выиграли второе место по количеству игр плей-офф (46), уступая только «Чикаго Буллз».
В сезоне 1992/93 «Санз» под руководством Джонсона и нового игрока Чарльза Баркли показали лучший результат НБА 62-20 и сумели выйти в финал НБА, где проиграли «Чикаго Буллз» под руководством Майкла Джордана со счетом 4:2. Джонсон набирал в среднем 17,8 очков и 7,9 передач в плей-офф и и установил рекорд НБА по количеству сыгранных минут в финале, проведя 62 минуты в третьей игре против «Буллз».
Но еще до того, как Джонсон сыграл свою первую игру в регулярном сезоне с Чарльзом Баркли, он получил недиагностированную спортивную грыжу в октябре 1992 года, когда попытался поднять с земли тяжелого новичка команды Оливера Миллера во время разминки перед предсезонной игрой. К середине сезона 1995/96 годов Джонсон получил вторую недиагностированную спортивную грыжу. В основном из-за растяжений паха, подколенного сухожилия, квадрицепса и других мышц, вызванных этими грыжами, Джонсон пропустил 109 игр регулярного сезона в течение четырех сезонов с Баркли с 1992-93 по 1995-96 годы (хотя за всю свою карьеру он пропустил только одну игру плей-офф). Когда усердные межсезонные тренировки летом 1996 года не помогли избавиться от боли в животе и паху, которая мучила Джонсона с середины прошлого сезона, врачи «Санз» наконец диагностировали вторую грыжу перед самым началом тренировочного лагеря осенью 1996 года. Затем, во время операции по устранению спортивной грыжи, врачи «Финикса» обнаружили вторую, «скрытую» грыжу, которая существовала в течение четырех лет.
В 1994 году он набирал в среднем 26,6 очков и 9,6 передач в постсезоне, трижды набирая 38 очков в десяти играх и делая в среднем 11,0 передачей в этих трех матчах.
В 1995 году, после травмированного регулярного сезона, Джонсон вернулся в форму в постсезоне. Он набирал в среднем 24,8 очков при 57,3 % попаданий с игры и 9,3 передачей в десяти матчах, включая 43 очка, 9 передач, 6 подборов, 3 перехвата в четвертой игре полуфинала Западной конференции против «Хьюстон Рокетс».
Джонсон окончил карьеру после сезона 1997/98, но ненадолго вернулся после того, как в сезоне 1999/2000 его бывший тренер и друг Коттон Фитцсиммонс позвал его, чтобы заменить травмированного Джейсона Кидда во время плей-офф. Джонсон помог «Санз» выиграть первую серию плей-офф за пять лет. После того, как «Финикс» проиграл во втором раунде «Лос-Анджелес Лейкерс», он завершил карьеру во второй и последний раз.
В 2001 году «Санз» вывели из обращения номер 7, под которым играл Джонсон.

## Статистика

### Статистика в НБА
| Сезон                                                                                    | Команда  | Регулярный сезон | Регулярный сезон | Регулярный сезон | Регулярный сезон | Регулярный сезон | Регулярный сезон | Регулярный сезон | Регулярный сезон | Регулярный сезон | Регулярный сезон | Регулярный сезон | Серия плей-офф | Серия плей-офф | Серия плей-офф | Серия плей-офф | Серия плей-офф | Серия плей-офф | Серия плей-офф | Серия плей-офф | Серия плей-офф | Серия плей-офф | Серия плей-офф |
| Сезон                                                                                    | Команда  | GP               | GS               | MPG              | FG%              | 3P%              | FT%              | RPG              | APG              | SPG              | BPG              | PPG              | GP             | GS             | MPG            | FG%            | 3P%            | FT%            | RPG            | APG            | SPG            | BPG            | PPG            |
| ---------------------------------------------------------------------------------------- | -------- | ---------------- | ---------------- | ---------------- | ---------------- | ---------------- | ---------------- | ---------------- | ---------------- | ---------------- | ---------------- | ---------------- | -------------- | -------------- | -------------- | -------------- | -------------- | -------------- | -------------- | -------------- | -------------- | -------------- | -------------- |
| 1987/88                                                                                  | Кливленд | 52               | 3                | 20,1             | 46,0             | 22,2             | 82,1             | 1,4              | 3,7              | 1,2              | 0,3              | 7,3              | Не участвовал  | Не участвовал  | Не участвовал  | Не участвовал  | Не участвовал  | Не участвовал  | Не участвовал  | Не участвовал  | Не участвовал  | Не участвовал  | Не участвовал  |
| 1987/88                                                                                  | Финикс   | 28               | 25               | 31,2             | 46,3             | 20,0             | 85,9             | 4,3              | 8,7              | 1,5              | 0,3              | 12,6             | Не участвовал  | Не участвовал  | Не участвовал  | Не участвовал  | Не участвовал  | Не участвовал  | Не участвовал  | Не участвовал  | Не участвовал  | Не участвовал  | Не участвовал  |
| 1988/89                                                                                  | Финикс   | 81               | 81               | 39,2             | 50,5             | 9,1              | 88,2             | 4,2              | 12,2             | 1,7              | 0,3              | 20,4             | 12             | 12             | 41,2           | 49,5           | 30,0           | 92,7           | 4,3            | 12,3           | 1,6            | 0,4            | 23,8           |
| 1989/90                                                                                  | Финикс   | 74               | 74               | 37,6             | 49,9             | 19,5             | 83,8             | 3,6              | 11,4             | 1,3              | 0,2              | 22,5             | 16             | 16             | 36,4           | 47,9           | 18,2           | 82,1           | 3,3            | 10,6           | 1,6            | 0,0            | 21,3           |
| 1990/91                                                                                  | Финикс   | 77               | 76               | 36,0             | 51,6             | 20,5             | 84,3             | 3,5              | 10,1             | 2,1              | 0,1              | 22,2             | 4              | 4              | 36,5           | 30,2           | 14,3           | 60,0           | 3,3            | 9,8            | 0,5            | 0,3            | 12,8           |
| 1991/92                                                                                  | Финикс   | 78               | 78               | 37,1             | 47,9             | 21,7             | 80,7             | 3,7              | 10,7             | 1,5              | 0,3              | 19,7             | 8              | 8              | 41,9           | 48,4           | 50,0           | 86,1           | 4,1            | 11,6           | 1,5            | 0,3            | 23,6           |
| 1992/93                                                                                  | Финикс   | 49               | 47               | 33,5             | 49,9             | 12,5             | 81,9             | 2,1              | 7,8              | 1,7              | 0,4              | 16,1             | 23             | 23             | 39,7           | 48,0           | 0,0            | 79,5           | 2,7            | 7,9            | 1,5            | 0,6            | 17,8           |
| 1993/94                                                                                  | Финикс   | 67               | 67               | 36,6             | 48,7             | 22,2             | 81,9             | 2,5              | 9,5              | 1,9              | 0,1              | 20,0             | 10             | 10             | 42,7           | 45,8           | 30,0           | 85,2           | 3,5            | 9,6            | 1,0            | 0,1            | 26,6           |
| 1994/95                                                                                  | Финикс   | 47               | 35               | 28,8             | 47,0             | 15,4             | 81,0             | 2,4              | 7,7              | 1,0              | 0,4              | 15,5             | 10             | 10             | 37,1           | 57,3           | 50,0           | 84,5           | 4,1            | 9,3            | 0,9            | 0,4            | 24,8           |
| 1995/96                                                                                  | Финикс   | 56               | 55               | 35,8             | 50,7             | 36,8             | 85,9             | 3,9              | 9,2              | 1,5              | 0,2              | 18,7             | 4              | 4              | 37,8           | 47,4           | 25,0           | 82,4           | 4,3            | 10,8           | 0,5            | 0,5            | 17,3           |
| 1996/97                                                                                  | Финикс   | 70               | 70               | 38,0             | 49,6             | 44,1             | 85,2             | 3,6              | 9,3              | 1,5              | 0,2              | 20,1             | 5              | 5              | 41,6           | 29,5           | 13,6           | 87,9           | 4,4            | 6,0            | 2,6            | 0,0            | 16,8           |
| 1997/98                                                                                  | Финикс   | 50               | 12               | 25,8             | 44,7             | 15,4             | 87,1             | 3,3              | 4,9              | 0,5              | 0,2              | 9,5              | 4              | 1              | 30,5           | 54,8           | 25,0           | 66,7           | 2,3            | 4,8            | 0,5            | 0,3            | 13,8           |
| 1999/00                                                                                  | Финикс   | 6                | 0                | 18,8             | 57,1             | 100,0            | 100,0            | 2,7              | 4,0              | 0,3              | 0,0              | 6,7              | 9              | 0              | 14,3           | 32,4           | 0,0            | 83,3           | 1,4            | 2,6            | 0,3            | 0,1            | 3,2            |
|                                                                                          | Всего    | 735              | 623              | 34,1             | 49,3             | 30,5             | 84,1             | 3,3              | 9,1              | 1,5              | 0,2              | 17,9             | 105            | 93             | 36,9           | 46,9           | 24,4           | 83,3           | 3,3            | 8,9            | 1,3            | 0,3            | 19,3           |
| Наведите курсор мыши на аббревиатуры в заголовке таблицы, чтобы прочесть их расшифровку. |          |                  |                  |                  |                  |                  |                  |                  |                  |                  |                  |                  |                |                |                |                |                |                |                |                |                |                |                |

### Статистика в NCAA
| Сезон | Команда    | Conf   | Class | GP  | GS | MPG  | FG%  | 3P%  | FT%  | RPG | APG | SPG | BPG | PPG  |
| --- | ---------- | ------ | ----- | --- | -- | ---- | ---- | ---- | ---- | --- | --- | --- | --- | ---- |
| 1983/84 | Калифорния | Pac-10 | FR    | 28  | 13 | 27,6 | 51,0 |      | 72,1 | 3,0 | 2,3 | 0,8 | 0,4 | 9,7  |
| 1984/85 | Калифорния | Pac-10 | SO    | 27  | 25 | 33,4 | 45,0 |      | 66,2 | 3,9 | 4,1 | 1,8 | 0,4 | 12,9 |
| 1985/86 | Калифорния | Pac-10 | JR    | 29  |    | 35,3 | 49,0 |      | 81,5 | 3,6 | 6,0 | 1,1 | 0,3 | 15,6 |
| 1986/87 | Калифорния | Pac-10 | SR    | 34  | 33 | 32,8 | 47,1 | 38,7 | 81,9 | 3,9 | 5,0 | 1,5 | 0,3 | 17,2 |
| Всего | Всего      | Всего  | Всего | 118 | 71 | 32,3 | 47,7 | 38,7 | 75,7 | 3,6 | 4,4 | 1,3 | 0,4 | 14,0 |
| Наведите курсор мыши на аббревиатуры в заголовке таблицы, чтобы прочесть их расшифровку Статистика приведена с сайта sports-reference.com |            |        |       |     |    |      |      |      |      |     |     |     |     |      |

## Политическая карьера

### Первичные выборы мэра Сакраменто 2008
| Кандидат                         | Голосов          | Результат           |
| Кевин Джонсон                    | 32 160 (46.58 %) | Выход во второй тур |
| Хитер Фарго                      | 27 472 (39.36 %) | Выход во второй тур |
| Леонард Пэдилла                  | 4 231 (6.06 %)   | Проиграл            |
| Шон Элдридж                      | 2 462 (3.53 %)   | Проиграл            |
| Мьюрел Стрэнд                    | 2 104 (3.01 %)   | Проиграл            |
| Ричард Джоунс                    | 679 (0.97 %)     | Проиграл            |
| Адам Дэниел                      | 407 (0.58 %)     | Проиграл            |
| Кандидаты, вписанные в бюллетень | 280 (0.40 %)     | Проиграл            |

Джонсон и Фарго вышли во второй тур выборов, который состоялся в ноябре и в котором победу одержал Джонсон.

### Второй тур выборов
| Кандидат      | Голосов         | Результат   |
| Кевин Джонсон | 92 288 (57.4 %) | Победитель  |
| Хитер Фарго   | 67 348 (41.9 %) | Проигравший |

## Скандалы

### Обвинения в сексуальном домогательстве
Летом 1995 года 16 летняя девушка заявила, что Кевин Джонсон ласкал её. После проведения расследования, прокуратура округа Марикопа отказался возбуждать дело на том основании, что нет достаточной убежденности в совершении этого деяния.